# كيندال ألين
كيندال ألين (بالإنجليزية: Kendall Allen)‏ (2 يونيو 1992 - ) هو لاعب كرة قدم بريطاني في مركز الدفاع. شارك مع منتخب مونتسرات لكرة القدم.

## وصلات خارجية
- كيندال ألين على موقع الاتحاد الدولي (مؤرشف)  (الإنجليزية)
- كيندال ألين على موقع قاعدة بيانات كرة القدم.إي يو (الإنجليزية)
- كيندال ألين على موقع ناشيونال فوتبول تيمز (الإنجليزية)